# Brette-les-Pins
Brette-les-Pins é uma comuna francesa na região administrativa do País do Loire, no departamento de Sarthe. Estende-se por uma área de 14.51 km². Em 2010 a comuna tinha 2 259 habitantes (densidade: 155,7 hab./km²).